# Guillaume, la jeunesse du conquérant
Guillaume, la jeunesse du conquérant és una pel·lícula històrica francesa estrenada el 2015 i dirigida per Fabien Drugeon. S'ha doblat i subtitulat al català.

## Repartiment
- Dan Bronchinson: Guillem el Conqueridor
- Geoffroy Lidvan: l'intendent Osbern de Crépon
- Eric Rulliat: Renouf
- Thomas Debaene: Guillem FitzOsbern
- Pierrick Billard: Gilbert de Brionne
- Tiésay Deshayes: Guillem el Conqueridor amb 20 anys